# 奧澤羅 (特羅伊齊克區)
49°55′55″N 38°34′42″E / 49.93194°N 38.57833°E
奧澤羅（烏克蘭語：Озеро）是位於烏克蘭東部的村莊，由盧甘斯克州斯瓦托韋區的特羅伊齊克市鎮負責管轄。該村始建於1954年，面積3.7平方公里，海拔高度152米，2001年人口2，人口密度每平方公里0.54人。